# Spaśke (rejon konotopski)
Spaśke (ukr. Спаське) – wieś na Ukrainie, w obwodzie sumskim, w rejonie konotopskim, w hromadzie Królewiec. W 2001 liczyła 730 mieszkańców.